# Elisabetta di Thurn und Taxis
Principessa Elisabetta di Thurn und Taxis (in tedesco: Elisabeth Maria Maximiliana, Prinzessin von Thurn und Taxis; Dresda, 28 maggio 1860 – Ödenburg, 7 febbraio 1881) fu una Principessa di Thurn and Taxis per nascita e una Infanta del Portogallo, Duchessa consorte di Braganza, e titolare Regina consorte del Portogallo come prima moglie di Miguel, Duca di Braganza, pretendente Miguelista al trono del Portogallo dal 1866 al 1920.

## Vita
Elisabetta era la secondogenita di Massimiliano Antonio, Principe Ereditario di Thurn und Taxis e di sua moglie la Duchessa Elena in Baviera.

## Matrimonio e figli
Elisabetta sposò Miguel, Duca di Braganza, unico figlio maschio e secondogenito di Michele I del Portogallo e di sua moglie Adelaide di Löwenstein-Wertheim-Rosenberg, il 17 ottobre 1877 a Ratisbona nel Regno di Baviera.
Elisabetta e Miguel ebbero tre figli:
- Principe Miguel di Braganza, Duca di Viseu (1878–1923), sposò Anita Stewart
- Principe Francesco Giuseppe di Braganza (1879–1919)
- Principessa Maria Teresa di Braganza (1881–1945), sposò il Principe Carlo Luigi di Thurn und Taxis

## Morte
La coppia si trasferì in Austria, dove il 22 settembre 1878 a Reichenau an der Rax, nacque il suo primogenito, Miguel Maximiliano. Fu dopo questa nascita che la salute di Elisabetta cominciò a deteriorarsi. Elisabetta morì all'età di 20 anni a Ödenburg poco dopo la nascita della sua terza figlia, Maria Teresa.
La madre di Elisabetta, Elena, si ritirò ulteriormente dalla vita pubblica. Suo marito Miguel si risposò nuovamente l'8 novembre 1893 a Kleinheubach con la Principessa Maria Teresa di Löwenstein-Wertheim-Rosenberg.

## Titoli
- 28 maggio 1860 - 17 ottobre 1877: Sua Altezza Serenissima Principessa Elisabetta di Thurn und Taxis.
- 17 ottobre 1877 - 7 febbraio 1881: Sua Altezza Reale la Duchessa di Braganza.

## Ascendenza
|                                                              |                        |                                               | Genitori                                   |  |  | Nonni |  |  | Bisnonni                                        |  |  | Trisnonni                                     |  |
|                                                              |                        |                                               |                                            |  |  |       |  |  | Carlo Alessandro, V Principe di Thurn und Taxis |  |  | Carlo Anselmo, IV Principe di Thurn und Taxis |  |
|                                                              |                        |                                               |                                            |  |  |       |  |  | Carlo Alessandro, V Principe di Thurn und Taxis |  |  | Carlo Anselmo, IV Principe di Thurn und Taxis |  |
|                                                              |                        | Duchessa Augusta di Württemberg               |                                            |  |  |       |  |  | Carlo Alessandro, V Principe di Thurn und Taxis |  |  |                                               |  |
| Massimiliano Carlo, VI Principe di Thurn und Taxis           |                        |                                               |                                            |  |  |       |  |  | Carlo Alessandro, V Principe di Thurn und Taxis |  |  |                                               |  |
|                                                              |                        | Duchessa Teresa di Meclemburgo-Strelitz       | Carlo II, Granduca di Meclemburgo          |  |  |       |  |  |                                                 |  |  |                                               |  |
|                                                              |                        | Duchessa Teresa di Meclemburgo-Strelitz       | Carlo II, Granduca di Meclemburgo          |  |  |       |  |  |                                                 |  |  |                                               |  |
|                                                              |                        | Duchessa Teresa di Meclemburgo-Strelitz       | Principessa Federica d'Assia-Darmstadt     |  |  |       |  |  |                                                 |  |  |                                               |  |
| Massimiliano Antonio, Principe Ereditario di Thurn und Taxis |                        | Duchessa Teresa di Meclemburgo-Strelitz       |                                            |  |  |       |  |  |                                                 |  |  |                                               |  |
|                                                              |                        | Ernesto, Barone di Dörnberg                   | Pandolphus Ferdinand, Barone di Dörnberg   |  |  |       |  |  |                                                 |  |  |                                               |  |
|                                                              |                        | Ernesto, Barone di Dörnberg                   | Pandolphus Ferdinand, Barone di Dörnberg   |  |  |       |  |  |                                                 |  |  |                                               |  |
|                                                              |                        | Ernesto, Barone di Dörnberg                   | Caroline Dorothea von Löwenstein           |  |  |       |  |  |                                                 |  |  |                                               |  |
| Baronessa Guglielmina di Dörnberg                            |                        | Ernesto, Barone di Dörnberg                   |                                            |  |  |       |  |  |                                                 |  |  |                                               |  |
|                                                              |                        | Wilhelmine Henriette Maximiliane von Glauburg | Friedrich Maximilian von Glauburg          |  |  |       |  |  |                                                 |  |  |                                               |  |
|                                                              |                        | Wilhelmine Henriette Maximiliane von Glauburg | Friedrich Maximilian von Glauburg          |  |  |       |  |  |                                                 |  |  |                                               |  |
|                                                              |                        | Wilhelmine Henriette Maximiliane von Glauburg | Wilhelmine Auguste Caroline von Geismar    |  |  |       |  |  |                                                 |  |  |                                               |  |
| Elisabetta di Thurn und Taxis                                |                        | Wilhelmine Henriette Maximiliane von Glauburg |                                            |  |  |       |  |  |                                                 |  |  |                                               |  |
|                                                              | Pio Augusto in Baviera | Guglielmo in Baviera                          |                                            |  |  |       |  |  |                                                 |  |  |                                               |  |
|                                                              | Pio Augusto in Baviera | Guglielmo in Baviera                          |                                            |  |  |       |  |  |                                                 |  |  |                                               |  |
|                                                              | Pio Augusto in Baviera | Maria Anna di Zweibrücken-Birkenfeld          |                                            |  |  |       |  |  |                                                 |  |  |                                               |  |
| Massimiliano Giuseppe in Baviera                             | Pio Augusto in Baviera |                                               |                                            |  |  |       |  |  |                                                 |  |  |                                               |  |
|                                                              |                        | Amalia Luisa di Arenberg                      | Louis-Marie, Duca di Arenberg              |  |  |       |  |  |                                                 |  |  |                                               |  |
|                                                              |                        | Amalia Luisa di Arenberg                      | Louis-Marie, Duca di Arenberg              |  |  |       |  |  |                                                 |  |  |                                               |  |
|                                                              |                        | Amalia Luisa di Arenberg                      | Marie Adélaïde Julie de Mailly             |  |  |       |  |  |                                                 |  |  |                                               |  |
| Duchessa Elena in Baviera                                    |                        | Amalia Luisa di Arenberg                      |                                            |  |  |       |  |  |                                                 |  |  |                                               |  |
|                                                              |                        | Massimiliano I Giuseppe di Baviera            | Federico Michele di Zweibrücken-Birkenfeld |  |  |       |  |  |                                                 |  |  |                                               |  |
|                                                              |                        | Massimiliano I Giuseppe di Baviera            | Federico Michele di Zweibrücken-Birkenfeld |  |  |       |  |  |                                                 |  |  |                                               |  |
|                                                              |                        | Massimiliano I Giuseppe di Baviera            | Maria Francesca del Palatinato-Sulzbach    |  |  |       |  |  |                                                 |  |  |                                               |  |
| Ludovica di Baviera                                          |                        | Massimiliano I Giuseppe di Baviera            |                                            |  |  |       |  |  |                                                 |  |  |                                               |  |
|                                                              |                        | Carolina di Baden                             | Carlo Luigi di Baden                       |  |  |       |  |  |                                                 |  |  |                                               |  |
|                                                              |                        | Carolina di Baden                             | Carlo Luigi di Baden                       |  |  |       |  |  |                                                 |  |  |                                               |  |
|                                                              |                        | Carolina di Baden                             | Amalia d'Assia-Darmstadt                   |  |  |       |  |  |                                                 |  |  |                                               |  |
|                                                              |                        | Carolina di Baden                             |                                            |  |  |       |  |  |                                                 |  |  |                                               |  |